# Simaethistoidea
Simaethistoidea es una superfamilia de lepidópteros glosados del clado Ditrysia. Hay una sola familia Simaethistidae con 4 especies en 2 géneros en Australia, China e India.

## Géneros y especies
- Metaprotus Hampson, 1899
  - Metaprotus asuridia (Butler, 1886) (Australia)
  - Metaprotus magnifica (Meyrick, 1887) (Australia)
- Simaethistis Hampson, 1896
  - Simaethistis leechi South, 1901 (China)
  - Simaethistis tricolor Butler, 1889 (India)